# Громова, Серафима Андреевна
Серафи́ма Андре́евна Гро́мова (1923—2013) — участник Великой Отечественной войны, начальник сборочного цеха завода «Микрон», Герой Социалистического Труда (1990).

## Биография
Родилась в селе Орловка Бобровского уезда Воронежской губернии (ныне Таловского района Воронежской области); по другим данным — во Владимире.
В 1941 году пошла в военкомат, увлекая за собой подружек. Но их, десятиклассниц, не взяли в боевой строй, посоветовали подрасти, набраться опыта. Они, не раздумывая, поступили на курсы ОСОАВИАХИМа, в специальном лагере постигали азы оказания первой медицинской помощи, изучали устройство винтовки.
В начале 1942 года порыв девочек-подростков увенчался успехом — они стали в боевой строй, надели гимнастерки и шинели — им доверили сражаться в войсках противовоздушной обороны 7-й дивизии ПВО. Первое боевое крещение пост ВНОС (Войска наблюдения, оповещения и связи), которым командовала Громова, получил в районе узловой станции Латная, западнее Воронежа, 4 июля.
После разгрома врага под Сталинградом начались радостные дни продвижения вперед. Посты ВНОС следовали в рядах наступающих, передавая данные об обнаруженных целях на командные пункты артиллерийских и авиационных полков для своевременного прикрытия своих войск и важных объектов с воздуха.
Боевой путь ефрейтора Серафимы Громовой закончился в городе Фастов западнее Киева. В августе 1945 года она демобилизовалась.
В сентябре 1946 года появилась в Саратовском университете на факультете мехмата. После окончания учебы (1951) Серафима Громова получила назначение на должность мастера секретного завода № 92 города Саратова. Серафима Андреевна вошла в число перспективных специалистов электронных систем, которыми оснащали новейшие средства противовоздушной и противоракетной обороны, авиационные комплексы.
Серафима Громова находилась в числе наиболее инициативных инженеров, стала соавтором многих рационализаторских предложений, даже изобретений. Её творческий потенциал заметили, оценили и назначили начальником экспериментального цеха. При запуске новых производственных мощностей в «почтовом ящике» Фрязино её попросили возглавить цех. Потом была интересная работа в Минске, где разрабатывали новые образцы военных систем вооружения. При подборе кадров на вновь построенный завод «Микрон» в Зеленограде — ей поручили возглавить сборочный цех. Особенно запомнились ветерану труда напряженные годы при разработке устройств и блоков систем управления «Бураном». Полёт «Бурана» стал сенсацией и великим достижением Страны Советов. Многие учёные, конструкторы, инженеры, рабочие были отмечены высокими правительственными наградами. А Серафиме Громовой было присвоено звание Героя Социалистического Труда.
В последнее время занималась вопросами военно-патриотического воспитания детей и молодёжи, принимала активное участие в мероприятиях, проводимых управой и муниципалитетом.
Скончалась 16 сентября 2013 года на 91-м году жизни. Похоронена на Почётной аллее Зеленоградского городского кладбища.

## Награды и звания
- Герой Социалистического Труда (1990).
- Награждена орденами Ленина, Отечественной войны II степени и Трудового Красного Знамени, а также медалями, среди которых «За боевые заслуги» и «За победу над Германией в Великой Отечественной войне 1941—1945 гг.».
- Награждена знаком «Почётный работник электронной промышленности».
- Является почётным жителем района Матушкино города Зеленограда.